# Siris (Sardinien)
Siris ist eine Gemeinde (comune) in der Provinz Oristano in der Region Sardinien in Italien mit 228 Einwohnern (Stand: 31. Dezember 2023).

## Geographie
Die Gemeinde liegt 34 km südöstlich der Provinzhauptstadt Oristano und 90 km nordwestlich von Cagliari. Unweit befindet sich der Monte Arci. Das Gemeindegebiet umfasst eine Fläche von 6,02 km². Der Ort liegt auf einer Höhe von 161 Metern über dem Meer. Die Nachbargemeinden sind Masullas, Morgongiori und Pompu.
Die Gemeinde liegt in dem Geomineral historischen und ökologischen Park von Sardinien. In der Nähe des Ortes sind mehrere Nuraghe, die zum Weltkulturerbe gehören.